# イヴァン・ドゥディッチ
イヴァン・ドゥディッチ（セルビア語: Иван Дудић, ラテン文字転写: Ivan Dudić、1977年2月13日 - ）は、セルビアの元サッカー選手。ポジションはディフェンダー。

## 経歴
1990年代後半のレッドスター・ベオグラードで右サイドバックとして活躍したディフェンダー。その後ポルトガルのSLベンフィカに移籍したが在籍5シーズンで20試合の出場に留まった。
ユーゴスラビア代表では2000年から2001年までの7試合に出場している。